# 한소연
한소연(1995년 4월 18일~)은 대한민국의 배드민턴 선수이다.